# Fluorid kryptoničitý
Fluorid kryptoničitý je hypotetická anorganická sloučenina s chemickým vzorcem KrF4. Jednu dobu se vědci domnívali, že se jim ji podařilo syntetizovat, ale toto tvrzení bylo zdiskreditováno. Předpokládá se, že tato sloučenina je obtížně připravitelná a v případě přípravy nestabilní. Teoretická analýza naznačuje, že fluorid kryptoničitý by měl přibližně čtvercově rovinnou molekulovou geometrii.

## Příprava
Syntéza fluoridu kryptoničitého měla proběhnout průchodem elektrického výboje směsí kryptonu a fluoru při nízkých teplotách:
Kr + 2 F2 → KrF4

## Vlastnosti
Fluorid kryptoničitý měl být bílou krystalickou látkou, která je termálně méně stabilní než fluorid xenoničitý.